# Stanislav Bechyně
Stanislav Bechyně (20. července 1887 Přibyslav – 15. října 1973 Praha) byl český konstruktér a pedagog. Jeho stěžejními díly jsou železobetonové konstrukce, a kamenné a betonové mosty.
Jako jeden z prvních konstruktérů dokázal ocenit vlastnosti betonu, a ty pak, s velkou dávkou invence, využíval ve svých projektech. Z jeho popudu vznikl i nový obor, stavitelství kamenných a betonových mostů, jemuž se věnoval publikačně i pedagogicky.

## Životopis

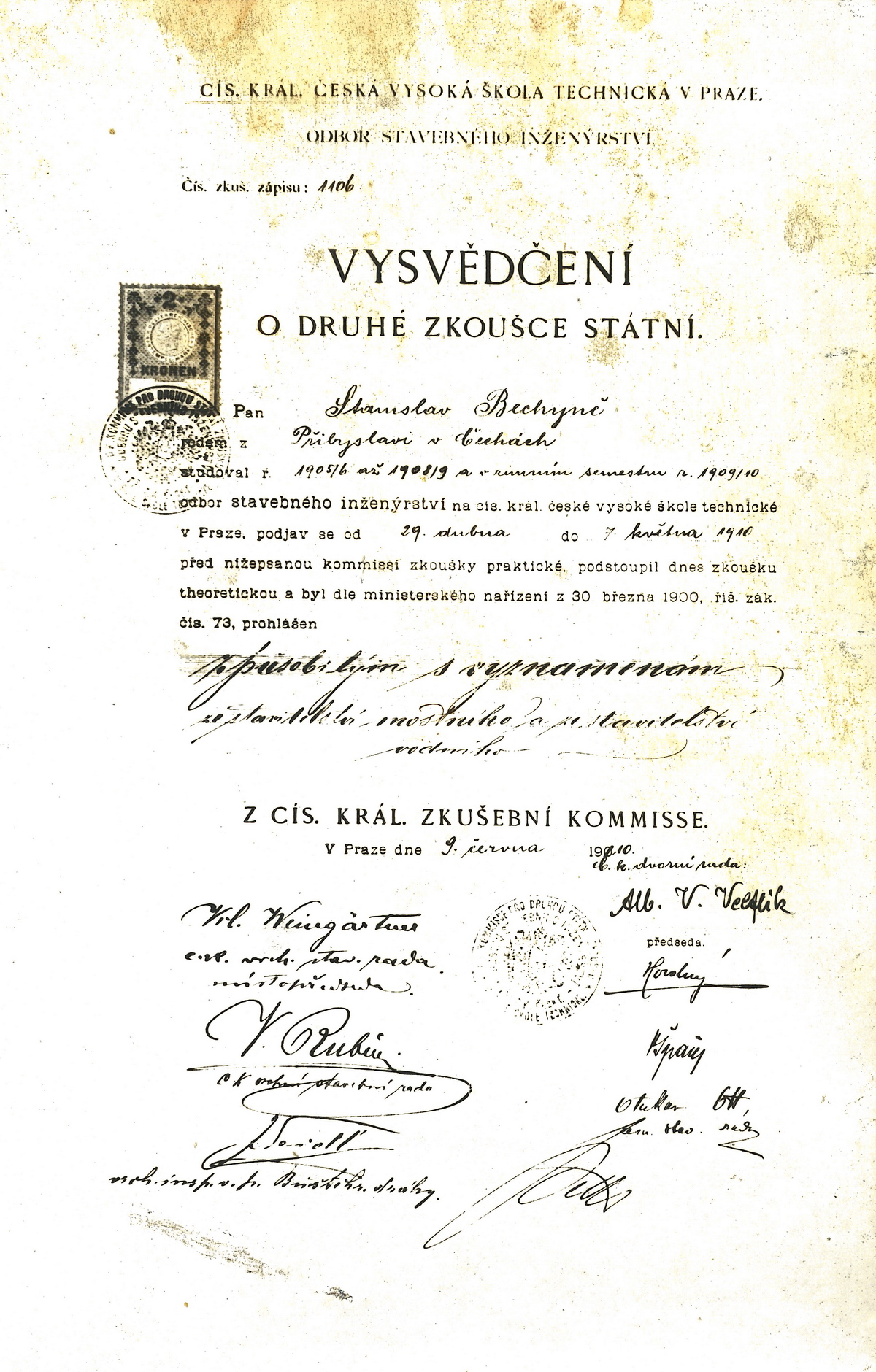
Vysvědčení o vykonání 2. státní zkoušky dne 9. června 1910

Narodil se do rodiny obchodníka Jana Bechyně a jeho manželky Marie Anastázie, roz. Jelínkové. Pokřtěn byl jmény Stanislav Jan. Po vystudování reálného gymnázia v Novém Městě na Moravě studoval Bechyně stavební inženýrství na Vysoké škole technické v Praze (dnešní ČVUT), kde absolvoval roce 1910, s vynikajícím prospěchem. Zde byl také jmenován roku 1920 řádným profesorem statiky a dynamiky staveb železobetonu. Jako pedagog působil na Stavební fakultě ČVUT až do roku 1958.
Za svou vědeckou a odbornou práci byl oceněn řadou vyznamenání (Řád práce, Zlatá Felberova medaile, Řád republiky, Zlatá plaketa ČSAV Za zásluhy o vědu a lidstvo). Roku 1953 byl zvolen akademikem ČSAV, v roce 1955 obdržel státní cenu 1. stupně Klementa Gottwalda, roku 1972 získal čestný titul doktora technických věd (Dr. h. c.) Českého vysokého učení technického v Praze.
Po absolutoriu na vysoké škole nastoupil k nově vzniklé stavební firmě Dr. Ing. Karel Skorkovský, zabývající se stavbou betonových konstrukcí. Pro vojenskou správu vyvinul Ing. Bechyně speciální recepturu portlandského cementu (nazývanou A cement), používanou při stavbě československého opevnění. Tento typ cementu měl prodloužený počátek doby tuhnutí, díky čemuž bylo zajištěno dobré propojení jednotlivých vrstev betonu, a také se omezilo množství hydratačního tepla, vytvářeného při tuhnutí.
Stanislav Bechyně zemřel v Praze, ale pochován byl, podle svého přání, v rodné Přibyslavi, kde je po něm pojmenováno i náměstí v centru města.

## Dílo
Nejznámější stavbou je bezesporu palác Lucerna a Veletržní palác v Praze, ale věnoval se i průmyslovým stavbám, které odrážejí funkcionalismus a precizní zvládnutí použitých materiálů. Jeho projekt mostu přes Nuselské údolí, se třemi oblouky, se ovšem nakonec realizace nedočkal.

### Díla v Československu
- cementárna Králův Dvůr
- hangáry Letňany

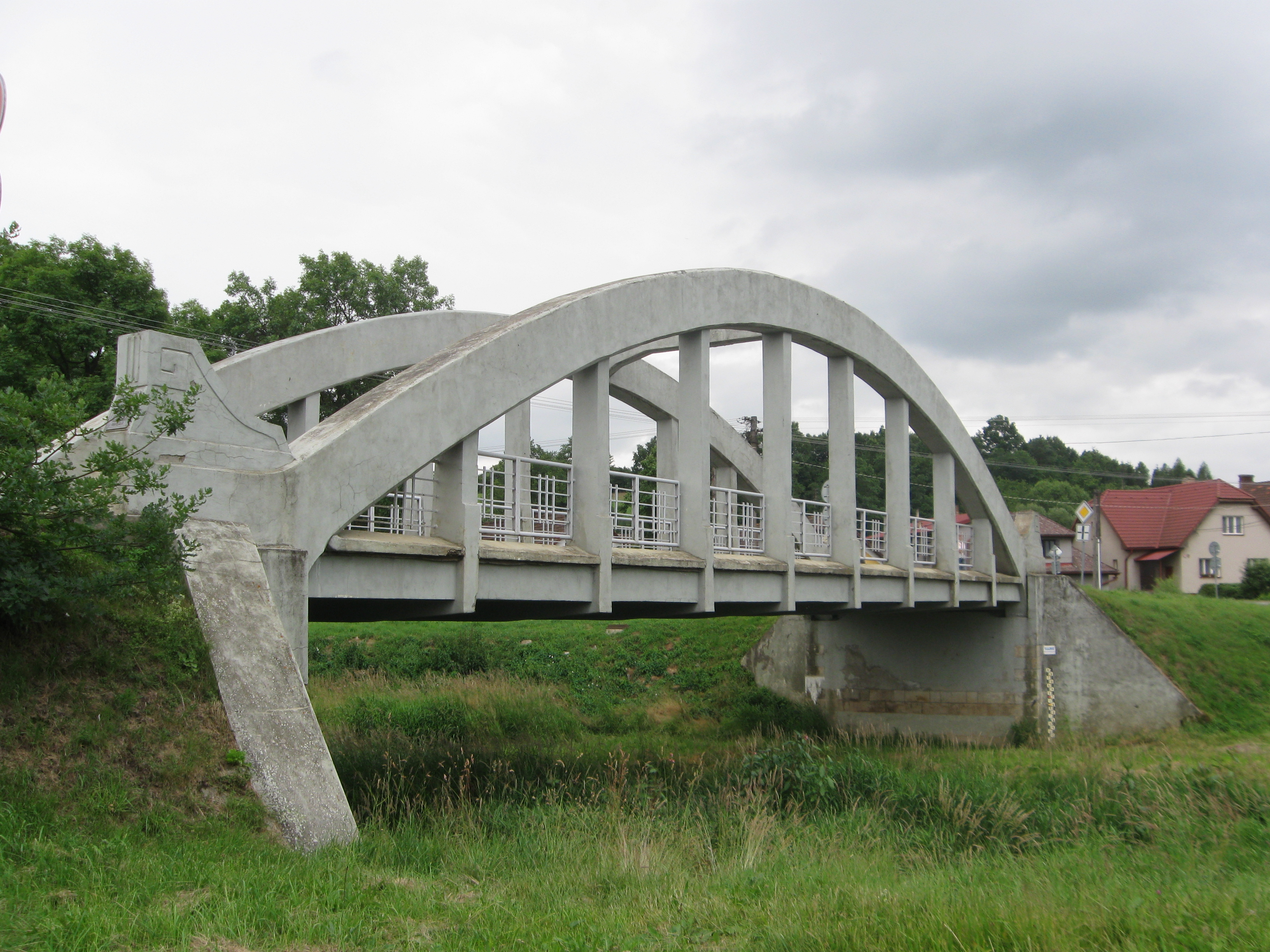
Most v Hořepníku přes Trnavu

- most v Hořepníku - jeden z prvních železobetonových mostů v Česku (obloukový most se zavěšenou mostovkou a táhlem) (1913)
- železárna Hrádek u Rokycan (1915) – doktorská disertační práce
- automobilka Praga Praha Libeň (1916) – unikátní stavba (sloupy z ovinuté litiny a hřibové stropy)
- nosná konstrukce paláce Lucerna v Praze (1919)
- skladiště Kostelec nad Labem – parabolická skořepinová konstrukce
- Stránovský viadukt – železniční most u Mladé Boleslavi (1924)
- ocelárna Kladno
- most přes řeku Chrudimku v Pardubicích (1935)
- dálniční most Senohraby (1944)
- most přes řeku Váh v Komárně – plochý oblouk s rozpětím 112,5 m a vzepětím pouze 8,5 m, výška průřezu ve vrcholu pouze 1,12 m
- přesun děkanského kostela v Mostě

### Díla v Praze
Napomáhal ale i s rekonstrukcemi stavebních památek v Praze:
- přesun rotundy Máří Magdaleny u Čechova mostu
- úprava mostovky na Karlově mostě
- rekonstrukce Anežského kláštera
- podchycení budovy Národního technického muzea při stavbě letenského tunelu

## Publikace
Sepsal také řadu publikací, do kterých shrnul svoje vědomosti o mostech a jiných betonových stavbách.
- Betonové stavitelství
- Stavitelství mostů kamenných a betonových
- Technický průvodce
- Mosty trámové a rámové
- Mosty obloukové